# 丰李街道
丰李街道，是中华人民共和国河南省洛陽市洛龙区下辖的一个乡镇级行政单位。由洛阳高新技术产业开发区托管。
原为丰李镇，2022年9月撤镇设街道。

## 行政区划
丰李街道下辖以下地区：
丰李村、西庄村、黄龙庙村、崔村、石门村、流水沟村、山底村、漫流村、南营村、马窑村、员庄村、牛屯村、李王屯村、小作村、圪瘩村、牛庄村、尹屯村、薛营村、河口村、东坡村、前窑村、东鸣鹤村、西鸣鹤村、西军屯村和东军屯村。